# ヴュルツブルク中央駅
ヴュルツブルク中央駅（ヴュルツブルクちゅうおうえき、ドイツ語: Würzburg Hauptbahnhof）はドイツ・バイエルン州ウンターフランケン行政管区の中心都市、ヴュルツブルクに3つある鉄道駅の中で最大の駅である。この駅は、それ以前に町の中心部にあったルートヴィヒ駅が、鉄道の需要の急速な増大に伴って容量が不足するようになったことから、これを置き換えるために町の北側に1863年に開設された。こんにちでも、ヴュルツブルク中央駅はいくつもの需要の多い路線が通る、バイエルン州でも主要な駅である。特に、南北方向のハンブルクやブレーメンからミュンヘンへ至る路線と、東西方向のライン＝ルール地区、ライン＝マイン地区からニュルンベルクやウィーンへと抜ける路線が重要である。アシャッフェンブルク中央駅と並んで、ヴュルツブルク中央駅はウンターフランケンで2つあるICEが止まる駅のうちの1つである。ヴュルツブルク中央駅は、近郊鉄道・路面電車（ヴュルツブルク市電）・バスの組み合わせにより、ヴュルツブルクの市および地域の公共交通の主要なハブとしても機能している。
ドイツの鉄道駅の分類におけるカテゴリは2（6段階のうちの上から2つ目）で、乗り場の数は11、旅客は1日に40,000 - 45,000 人、1日の列車本数は約650本である。

## 歴史

### 背景

#### ヴュルツブルクへのルートヴィヒ西部鉄道の乗り入れ
1814年まではフェルディナンド3世の統治するヴュルツブルク大公国の首都であったヴュルツブルクの町は、ウィーン会議の結果としてバイエルン王国がチロルとプファルツ地方を失ったことへの代償としてフランケン地方を獲得したことから、19世紀半ばにバイエルン王国の一部となった。しかし、ヴュルツブルクはバイエルン王国の中では端の方にあったため、王国全体を縦断するルートヴィヒ南北鉄道 (Ludwig-Süd-Nord-Bahn) はヴュルツブルクを通っていなかった。バイエルンの領邦議会からの強い要求があったこともあり、ルートヴィヒ南北鉄道の開通した数年後にはルートヴィヒ西部鉄道 (Ludwigs-West-Bahn) が開通し、ヴュルツブルクは鉄道網と結ばれた。1852年に建設工事は始まり、約200 kmにおよぶルートヴィヒ西部鉄道のうちの第3段階として、シュヴァインフルト - ヴュルツブルク間の約40 kmが1854年6月1日に開業した。第4段階そして最終段階として、ゲミュンデン・アム・マインとアシャッフェンブルクからバイエルンの領邦境界にあるカール・アム・マインまでの区間が延長され、同年10月1日から営業を開始した。

#### 1852年の初代駅「ルートヴィヒ駅」
ヴュルツブルクにおける初代の駅は、ルートヴィヒ1世の名前にちなんでルートヴィヒ駅と名づけられた。バイエルン国防省 (Bayerisches Kriegsministerium) の要求により、高い土地買収費用にもかかわらず駅は城壁の内側に建設されることになり、現在のマインフランケン劇場 (Mainfranken Theater Würzburg) の位置に建設された。しかし、既に建物が密集しているために頭端駅とならざるを得なかった。駅を建設するために用意された土地は、長さ約400 mで幅は50 - 100 mほどで、駅舎やプラットホームホールに隣接して機関庫や車庫を設置しなければならなかった。これに加えて、車両の保守用の工場と貨物倉庫も建設された。もう1つの建設上の問題として、建設する土地が平坦ではなかったことで、このために線路を敷設するのは周囲の通りよりも最大で5 mほど高く盛土した上になった。
担当した建築家は、政府の建築総督のゴットフリート・フォン・ノイロイター (Gottfried von Neureuther) で、彼は王立バイエルン邦有鉄道の多くの駅にネオルネッサンス様式の駅舎を建築したが、彼をしてヴュルツブルクの駅はルートヴィヒ西部鉄道の中でもっとも難しい駅と言わしめた。駅舎は2階建てで、正面を西側の劇場通りに向けて、ここにヴュルツブルクの町の玄関となるよう設計された広場があった。線路が高い位置に建設されたため、駅舎の1階はいくらか高い位置に建設され、石灰岩や砂岩で装飾された駅には待合室やレストランが入っていた。駅舎の東側には全長100 m、幅24 mのプラットホームホールが続いていた。13mの高さの吊り天井の下に、旅客用と貨物用の番線が1本ずつと、2本の機回し線があり、それぞれにホールから外に出るアーチが設けられていた。駅への線路の引き込みの構造は大きな問題を抱えており、城壁をくぐるところは2本しか線路がなく、堀を越えるとすぐにシュヴァインフルト方面とゲミュンデン方面へ分岐していくようになっていた。駅の北側は貨物用、南側は旅客用と分けられていたが、堀をわたる橋の上に分岐器が設置されて、正しい側に列車が発着できるようになっていた。これにより貨物列車の発着容量の増大は特に制限されてしまった。

### 移転・新築

#### 背景: アンスバッハ・フュルト・ハイデルベルクへの新線

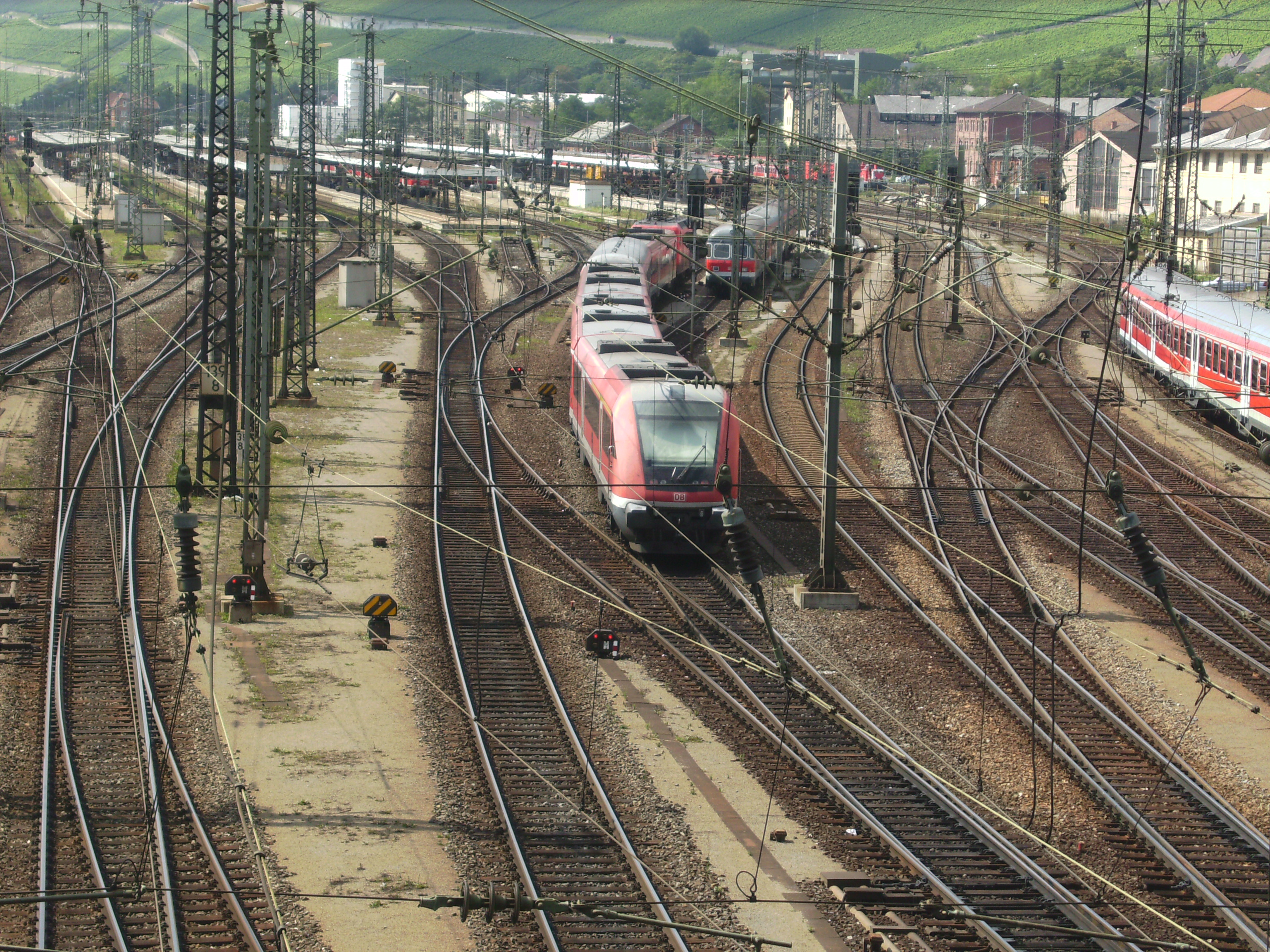
駅東側の配線とそこを行く普通列車

開業以降、鉄道の需要は増加傾向にあった。資源が不足していたために急速な経済成長が妨げられていたが、新しい路線が建設されてヴュルツブルクは鉄道網のハブとなっていった。まず1861年から、ヴュルツブルクとアンスバッハを結ぶ90kmほどの路線が建設された。この路線はアンスバッハの町が自らの管理で建設したもので、ルートヴィヒ南北鉄道の通っているグンツェンハウゼンまで到達した。こうして1864年にヴュルツブルクからアウクスブルクやミュンヘンといった大都市への短絡路線が完成した。その1年後には、ロッテンドルフとフュルトを直結する路線が開通し、従来のバンベルクを経由する路線よりも短いことからルートヴィヒ西部鉄道はこちらの経路を好むようになった。同時に、従来のバンベルクへの経路と線路を共用する、ヴュルツブルク - ロッテンドルフ間が複線化された。1866年に、ヴュルツブルクへの鉄道路線としては最後となる、オーデンヴァルト鉄道 (Odenwaldbahn) が営業を開始した。これはその当時はバイエルン領であったラインプファルツ地方をバイエルンの鉄道網とつなぐためにバイエルン王国の要求で建設されたもので、ヴュルツブルクからオスターブルケンとモースバッハを通ってハイデルベルクへと通じていた。

#### 市街地の外の新駅
こうしてヴュルツブルクへの路線が増加すると、その交通需要は頭端式の駅では捌ききれなくなってきた。建設された当初から予想されていたことではあったが、建物が建て込んでいる市内では駅の設備の拡張は不可能であった。旅客の処理能力を増大させるために、まず貨物と入換の処理を別な場所に移転することが計画された。増大し続ける鉄道の交通需要と、通過式配線の駅の運行上の利点を考慮して、1862年に町の北にあるワイン用のぶどう栽培で有名な「ヴュルツブルガー・シュタイン」の近くにあるシャルクスベルクに新しい駅を建設することが決定された。この当時はまだ建物があまり建っていない地区で、通過式配線の駅を建設するのに十分なスペースがあった。駅の新設にともなって、関連する道路網も大きく再編された。市内の狭く曲がりくねっていた通りは拡張され、新しく中央にシェーンボルン通りが建設されて、町は大きく改良された。新しく建設されたカイザー通りが、市の外部に建設された鉄道駅と町を結んだ。この結果、駅の周辺は新しい町が形成され、かつて市街地を囲っていた城壁のあった場所には、イングランド様式のリングパーク (Ringpark) が建設された。駅とマイン川の岸の間には、ユリウス・マクシミリアン大学ヴュルツブルクが置かれ、また堂々たる「創業の時代」 (Gründerzeit) の建物の建設が進められた。駅の北には鉄道労働者向けの地区が造られた。
駅舎の建設は、ミュンヘン中央駅や、アウクスブルク、バンベルク、ネルトリンゲン、ニュルンベルク、バート・キッシンゲンなどの駅も担当した、建築家のフリードリッヒ・ビュルクライン (Georg Friedrich Christian Bürklein) が担当した。建設は1863年に着工され、途中での拡張があって、1869年に完成した。

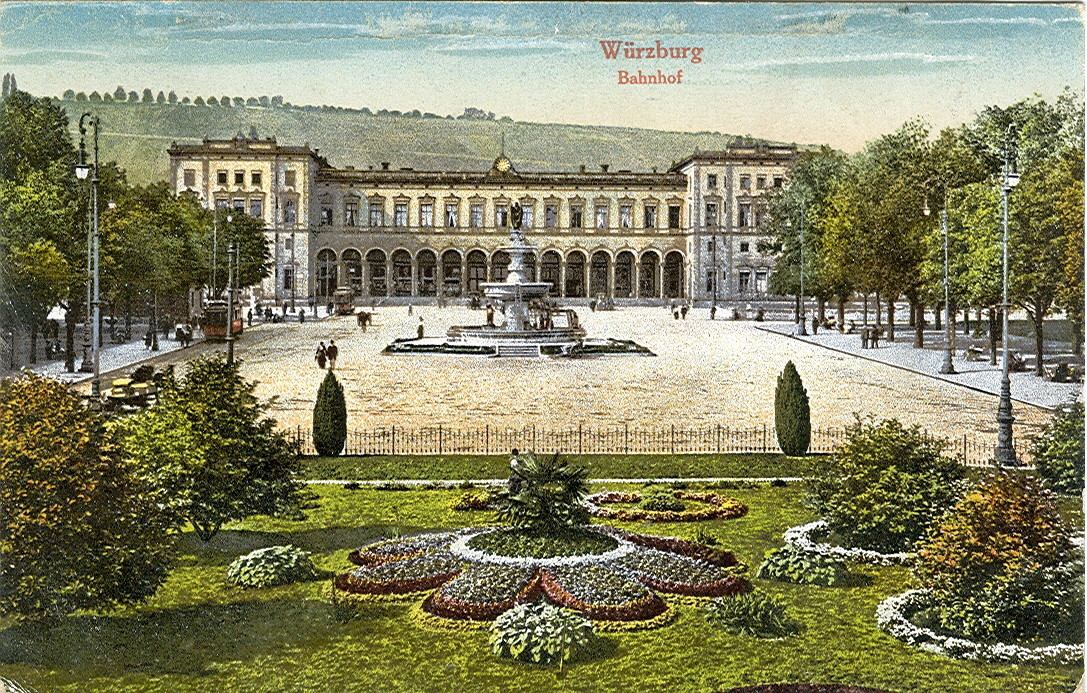
1919年当時のヴュルツブルク中央駅

新しい駅舎は堂々たる建物で、中央のホールは2階建てで、両側にサイドウィングが延びていた。中央ホール1階の正面は、アーケードのようなアーチになっており、駅への入口となっていた。中には、その当時の駅では一般的であった王族用のサロンや、4つの階級に分けられた待合室、2つのレストラン、切符売り場や手荷物扱い所、そしていくつかの事務室が設けられていた。2階の部屋は鉄道職員の宿泊所として計画されていた。ここでも線路は築堤の上に敷かれたので、プラットホームは駅周辺の通りよりも1階層上に建設された。このため、駅舎の中央の14本の大理石の柱に支えられたコンコースに、プラットホームへの階段が設置されていた。
線路はとても広大な敷地に敷設されており、プラットホームの北側には側線、機関庫、車両修理工場、倉庫などが建設された。これに加えて東側にはバーデン大公国邦有鉄道の設備も設けられた。これは、ハイデルベルク方面のオーデンヴァルト鉄道はバイエルン王国内を走る距離が20 kmしかなかったので、バーデン大公国邦有鉄道が運行を担当していたからである。

#### 第二次世界大戦による破壊と再建
第二次世界大戦の終わる少し前まで、ヴュルツブルクには特に見るべき産業がなく、その上3つの病院があって「病院の町」として知られていたことから、空襲を受けずに済むと住民たちは考えていた。しかしヴュルツブルクは鉄道輸送の観点では大きな重要性を持っており、ヒトラーの戦略を支える兵站上の拠点であった。1945年2月23日、アメリカ陸軍航空軍が空襲を行い、約200発の爆弾を投下して駅の一部が破壊され、鉄道輸送の機能を大きく損なった。この空襲は実際にはバイロイトに対して計画されていたものであった。ヴュルツブルクで連合国軍にとって脅威となるものは無くなったので、再度の攻撃はないように思われていたが、1945年3月16日、イギリス空軍のアブロ ランカスター爆撃機が約230機飛来した。この決定的な空襲により、約5,000人が亡くなり、市街地の建物の90%が破壊されて、第二次世界大戦でももっとも破壊された都市の1つとなった。「バロックの真珠」とも呼ばれた町は、19分間で瓦礫の山となった。2月23日の空襲で、フリードリッヒ・ビュルクラインによる駅舎は既に破壊されていたが、新駅舎への鉄道業務の移転後は学校として使われていたルートヴィヒ駅の建物も3月16日の空襲で破壊された。

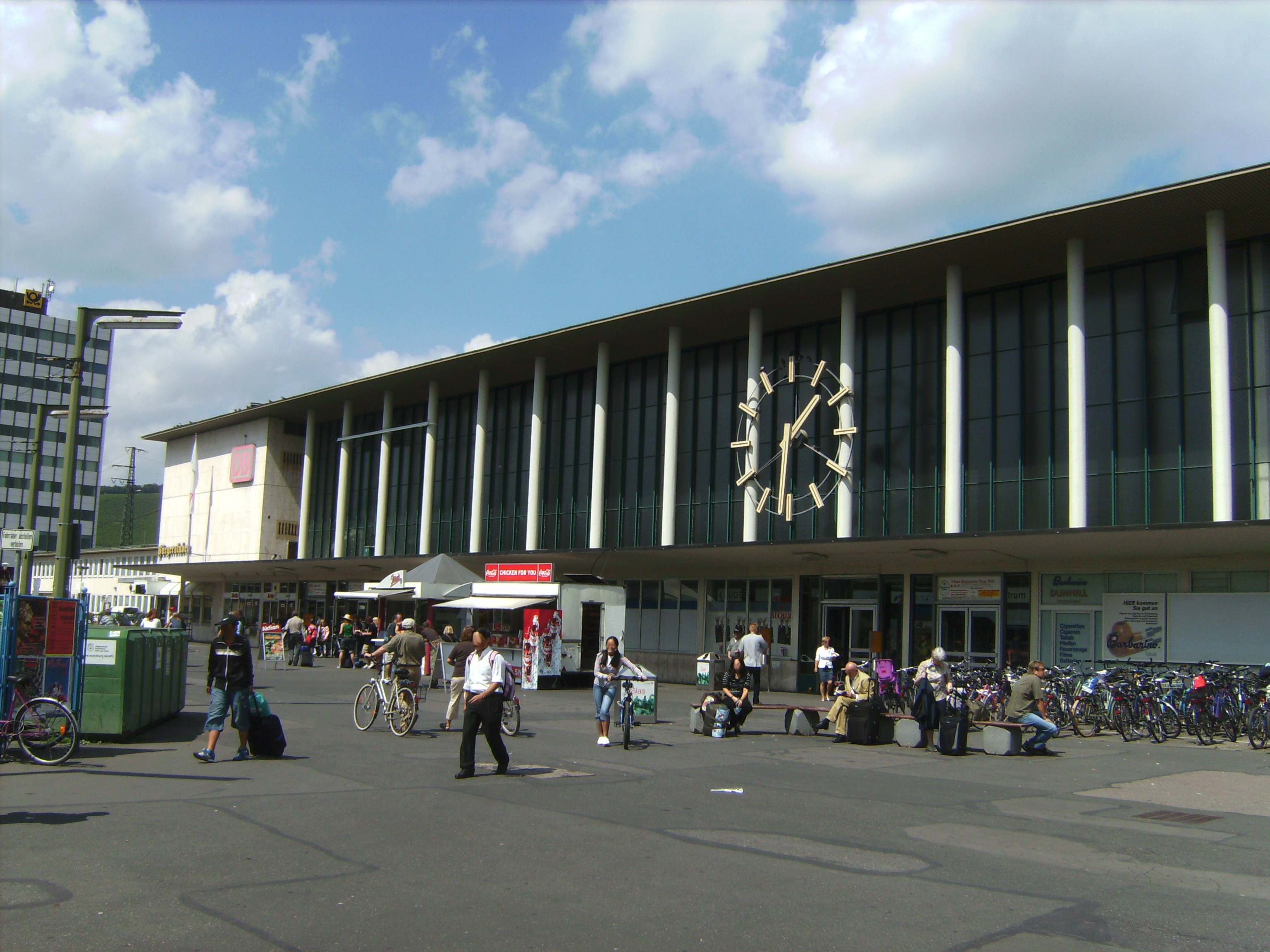
第二次世界大戦後の新駅舎

ルートヴィヒ駅の残骸は1960年代に完全に解体されて、現在のマインフランケン劇場が建設された。戦争終結後まもなく、鉄道関連設備の再建が始められた。ヴュルツブルク中央駅の建物はほぼ完全に破壊されていたので、当時のドイツ連邦鉄道と主任建築官のハンス・ケルン (Hans Kern) は新しい建物を造り直すことを決定した。1950年代の戦後様式の単純な建物である。正面はガラス張りで、コンクリートの柱がわずかにオーバーハングした屋根を支えている。駅ホールの建設は1952年に開始され、フュルト - ヴュルツブルク間の電化開業に合わせて1954年10月2日に使用開始された。建物のそのほかの部分は1961年までかかって完成した。内部には、切符売り場や多くの売店を収容する大きな駅ホールがある。駅ホールの北側の壁には、アイヒシュテットの芸術家アロイス・ヴュンシェ＝ミッテレッカー (Alois Wünsche-Mitterecker) によるドイツ国鉄44型蒸気機関車 (DRG-Baureihe 44) を実物大で描いたモザイクが、石のプレートに貼り付けられて飾られていた。走行する列車の振動により、このモザイクの部品が繰り返し剥がれ落ちてしまったため、1958年に撤去されてニュルンベルク交通博物館へ移された。

#### ドイツの分断と1980年代以降の発展

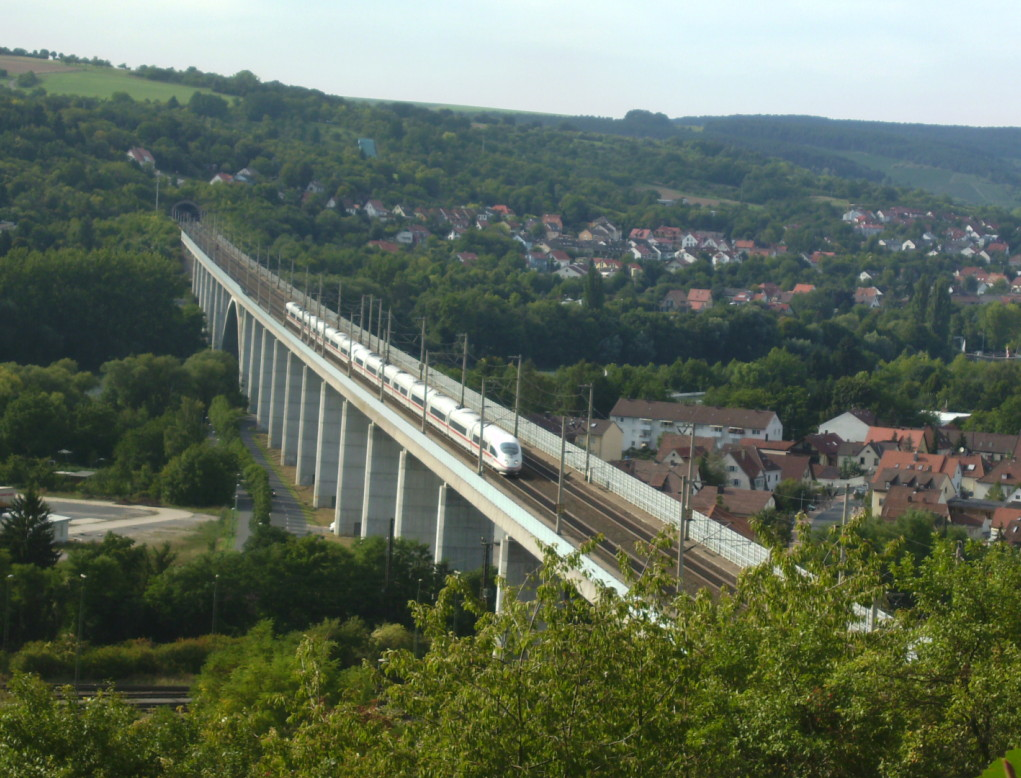
ヴュルツブルク中央駅から約5 km離れた地点にあるファーツヘーヒハイムマイン川橋を、200 km/hでICE3が走行する

ヴュルツブルク中央駅はドイツの中でも中央に位置していたので、常に鉄道輸送の大きな拠点となってきたが、ドイツ分断後も再び鉄道の拠点としての役割は大きくなった。ドイツの南北を結ぶ鉄道交通は、かつてはいくつかの経路を使ってきたが、分断によりテューリンゲンの森、フランケンヴァルト、フォークトラント (Vogtland) を通過する経路は使えなくなった。南北を結ぶすべての列車は東西ドイツ国境に沿って走ることになり、これによりミュンヘン方面へ向かう列車がヴュルツブルク - ニュルンベルク間を通るようになり、マンハイム - シュトゥットガルト間の路線と同様に、交通量が増加することになった。
1979年から1980年にかけてのダイヤでは、平日は1日に300本の旅客列車、250本の貨物列車、100本のその他の列車がヴュルツブルク中央駅を通過していた。
約60本の旅客列車と50本の貨物列車の入換作業が行われていた。
この交通量の多さのため、高速新線（マンハイム-シュトゥットガルト高速線およびハノーファー-ヴュルツブルク高速線）を建設して高速列車を分離することで、従来の路線の線路容量を空けることになった。1991年のダイヤから、最初のICEがヴュルツブルクを通るようになったが、まだインターシティという名前で運行していた。1992年5月から、ハンブルク - ヴュルツブルク - ミュンヘン間のICEの運行が始まり、ヴュルツブルク中央駅にICEが停車するようになった。

## 現在の駅

### 構造

#### 駅舎

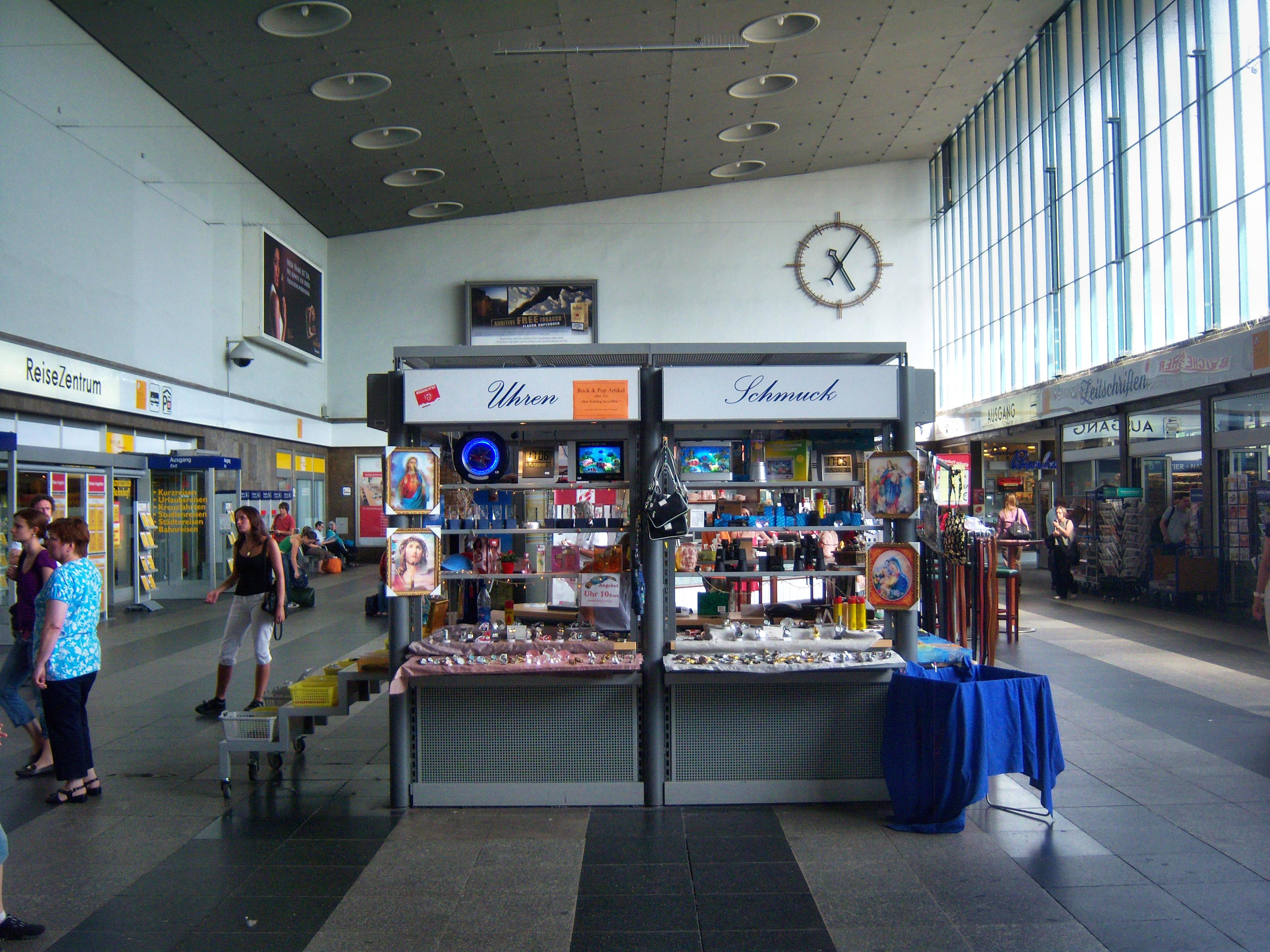
ヴュルツブルク中央駅の駅舎内

1950年代に建設された駅舎は、わずかに改修されているのみで、基本的な構造は当時のままほぼ完全に保存されている。壁画を撤去された後の壁は掲示板となっている。かつての切符売り場は1990年代に改装されてツーリストセンターとなっており、ドイツ鉄道のコーポレートデザインが適用されている。また駅舎にはロッカー、サービスポイント、食品売り場、本屋、タバコや雑誌などの売店といったものが置かれている。2006年夏に2つの新しいコーナーが中央に設けられて、これによりパンのコーナーが廃止されサービスポイントがホールの端に移された。東側の出口には2008年初頭まで旅行者援護所が置かれていたが、それ以降は西ウィングに入っている。プラットホームへ続く地下道の前にはトイレの設備があり、2006年から民間事業者にリースされている。近年その清潔さ、衛生について繰り返し苦情があったが、鉄道当局は本格的な改良は駅舎全体の近代化の際に実施するとしている。駅舎の西部には、2007年6月までレストラン「ビュルガーシュトゥーベン」(Bürgerstuben) が入っていた。アルカデンプロジェクト（Arcaden-Projekts、後述）という提案されている駅舎の近代化を背景として、鉄道直営の供食サービス会社ミトローパの後継会社、SSPドイッチュラントは2006年10月に撤退した。アルカデンプロジェクトの契約をSSPが受注できなかったことから、ドイツ鉄道による撤退通告を受けたものであった。これに代わって、新しいテナントによるレストランの再開が計画されている。2階には、西側に会議室が、東側に事務室が入っている。2007年半ばには、2011年までに1等客およびbahn.comfortの顧客向けのDBラウンジ (DB Lounge) の開設が計画されている。
景気対策の一環として、ドイツ鉄道は駅舎の大規模改装を計画している。

#### プラットホームと番線

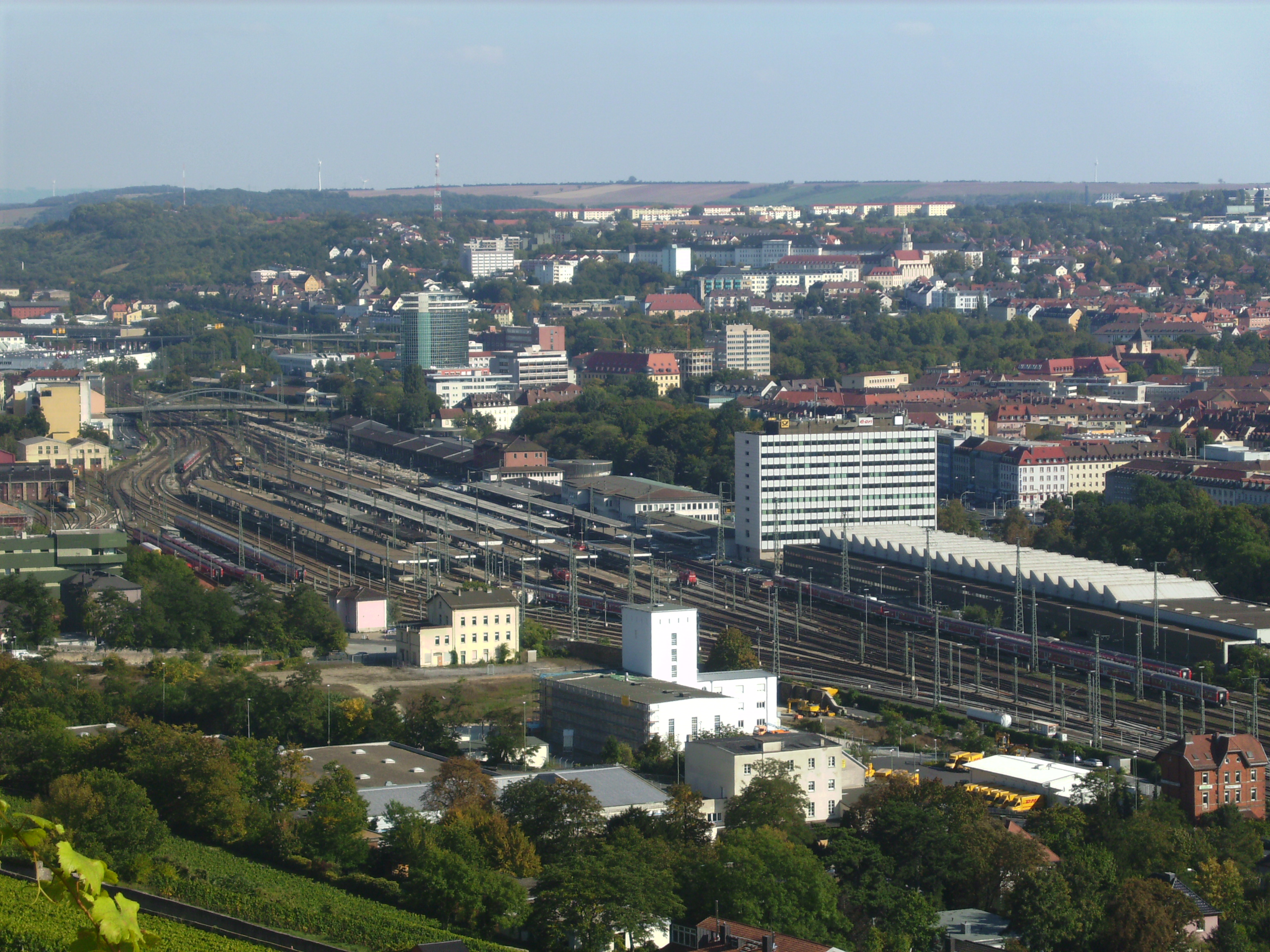
駅のある地域を南東方向に見る

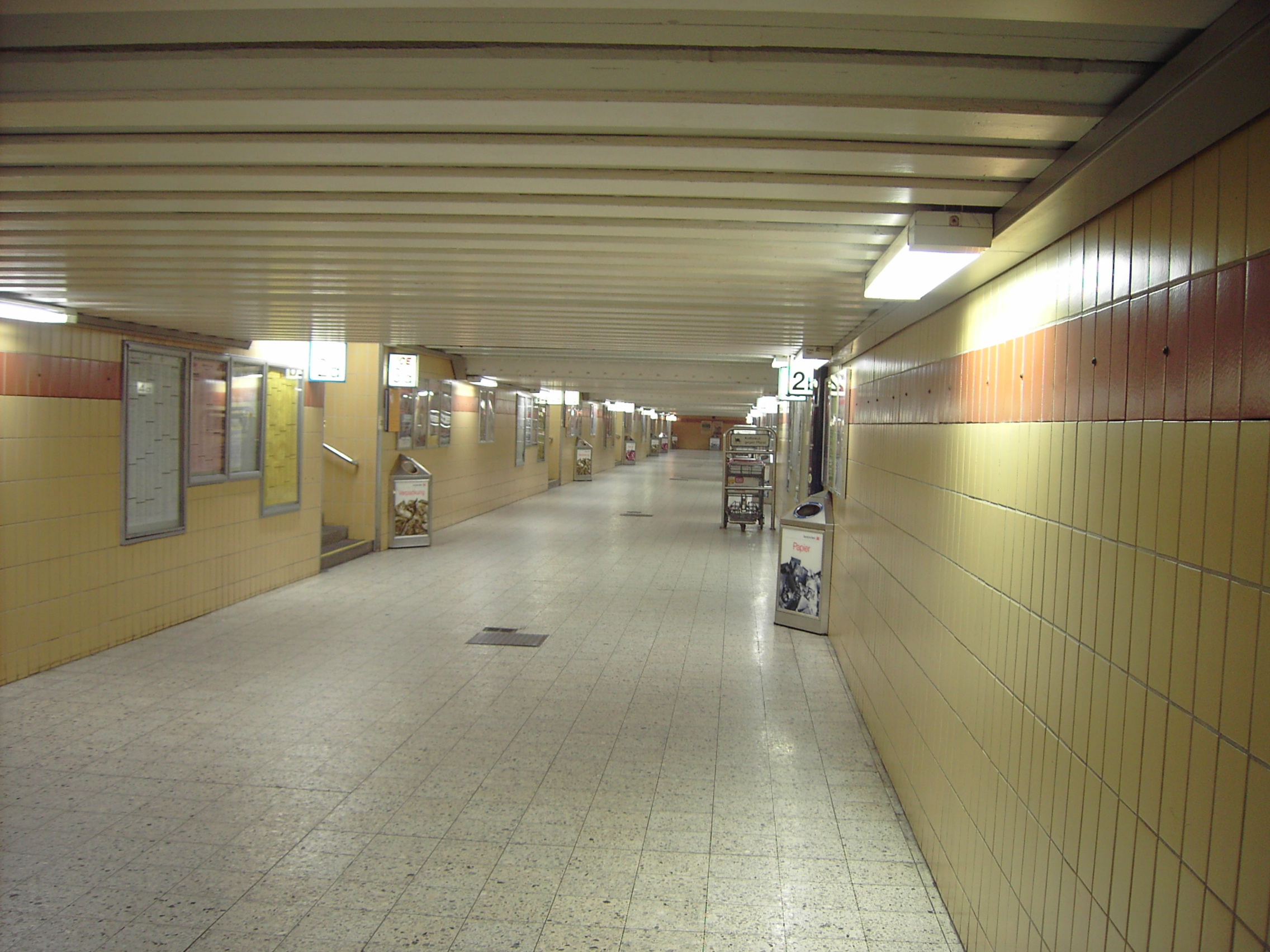
プラットホームへの地下道

ヴュルツブルク中央駅には、こんにちでも多数の番線が設定されており、マインフランケン地方を通過する多くの旅客列車・貨物列車がそこを通っている。南側にある201番線・202番線は、貨物列車専用となっている。駅舎にもっとも近いプラットホームの番線は、留置線として割り当てられているため、列車の運行がない。残りの5つのプラットホームは、旅客用に割り当てられている。
- プラットホームB: 2番線・3番線、近距離交通用、全長435 m
- プラットホームC: 4番線・5番線、長距離・近距離交通両用、全長473 / 444 m
- プラットホームD: 6番線・7番線、長距離・近距離交通両用、全長417 / 365 m
- プラットホームE: 8番線・9番線、近距離交通用、全長300 m
- プラットホームF: 10番線・11番線、近距離交通用、全長323 / 329 m

すべてのプラットホームは、ドイツにおける2つの標準値のうちの1つである、76 cmの高さがある。この駅で運行されている列車では、まだステップなしの乗車ができない。ドイツ鉄道の長距離用車両では高さ76 cmの入口のものがなく、またこの地域で使われている地域交通用の車両は古い製造年代のものが中心で、車内まで数段の段差がある。ドイツ鉄道の子会社西フランケン鉄道 (WestFrankenBahn) は、バート・メルゲントハイムへの路線で新しく製造されたドイツ鉄道642型電車 (Siemens Desiro Classic) を一部運用しているが、低床構造で製造されているものの入口の高さが55 cmであるため、ここでは逆に車内に降りる形の段差となる。5つのプラットホームのうち、B、C、Dの3つはその長さから長距離交通用に適しており、5つの区画に分割されている。プラットホームCとDは全長410 mまでのICEが使えるように計画されており、そのうちおよそ半分に屋根がついている。2006年の終わりに、かつて列車の行き先を表示するために一般に使われていた反転フラップ式案内表示機がプラットホームおよび地下道から撤去され、現代の液晶ディスプレイを使った案内表示に置き換えられた。
プラットホームへは、地面と同じ高さにある通路を通っていくことができる。プラットホームと同様に、現在の旅客数に合わせて建設されたものではない。ホームへのアクセスはバリアフリーとなっておらず、長距離用プラットホームとプラットホームFへは荷物輸送コンベアを使えるようになっている。しかしエスカレーターもエレベーターも斜路も備えられていない。1990年代初めにICEの運行が開始されたときに、追加のプラットホームFが設置されるとともに、駅舎にもっとも近いプラットホームの番線が留置線に転用された。
1959年にDrS信号扱所が使用開始された。470万ドイツマルクを投じた設備により、それまでの5つの信号扱所と28人の職務を置き換えた。1969年には操車場用のSpDrS-600型の信号扱い設備が追加された。120万ドイツマルクの設備により、8人の職務を廃止した。
1970年代には、ハノーファー-ヴュルツブルク高速線のヴュルツブルク中央駅への建設が行われた。すべてのプラットホーム番線への新線からの入線が可能なように建設された。同時に発着する列車の数を増加させるために、新線はヴュルツブルク-アシャッフェンブルク間の路線の上下線間に建設された。同時に、すべてのプラットホーム番線がふさがっていても、全長750 mの貨物列車が駅を通過できるようにする必要があった。こうした要求事項のために、ヴュルツブルク中央駅の段階的な改良の基本計画が作成された。

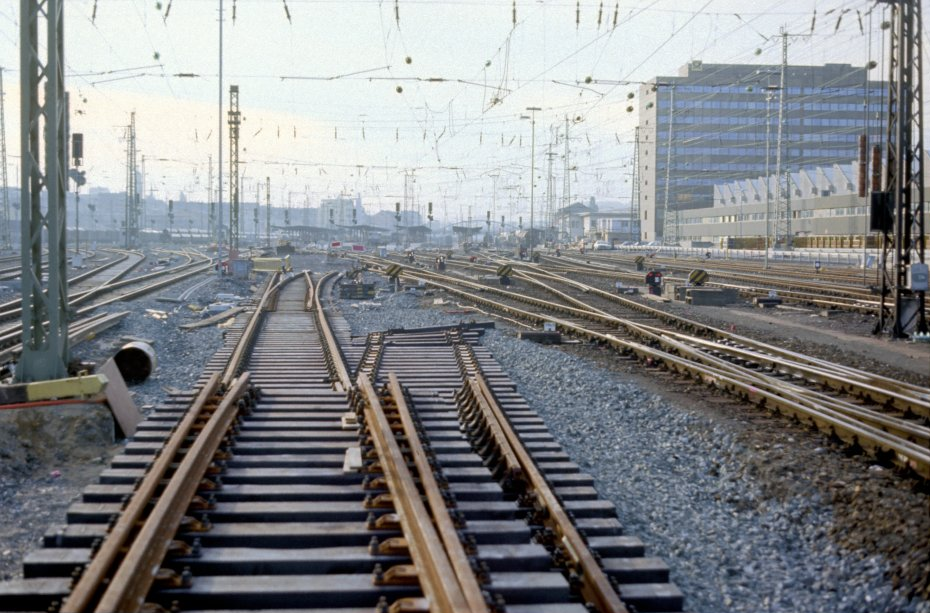
駅西側の大規模改修工事の様子、1987年6月

建設中の新線と、ロッテンドルフへの三線化にともなって増加する交通需要に対応するために、駅の西側は完全に、東側も部分的に改造された。1984年に新しい信号扱所が運用開始された。1989年から1999年にかけて、駅への進入・進出経路は大規模に改造された。高速対応の分岐器と改良された信号技術の導入により、駅の結節点としての能力が向上された。これにより進入・進出経路の速度は、東側は40 km/hから80 km/hへ、西側は60 km/hから80 km/hへ向上され、また高速線へは100 km/h対応となった。これに加えて、進入と進出の進路が平面交差しないように設計され、貨物列車の通過は駅の南側にまとめられた。こうした結果、線路容量は抜本的に増強され、列車ダイヤの乱れが他の運行に与える影響も小さくなった。これらの改良で、長距離列車における所要時間の短縮は約2分となり、またヴュルツブルク-ニュルンベルク間の路線改良と組み合わせると約7分となった。これらの改良工事の経費は1億1500万ドイツマルク（約6000万ユーロ）に上った。1988年から1991年には、東側の進入・進出速度は既に40 km/hから60 km/hに向上していた。

#### 駅前広場

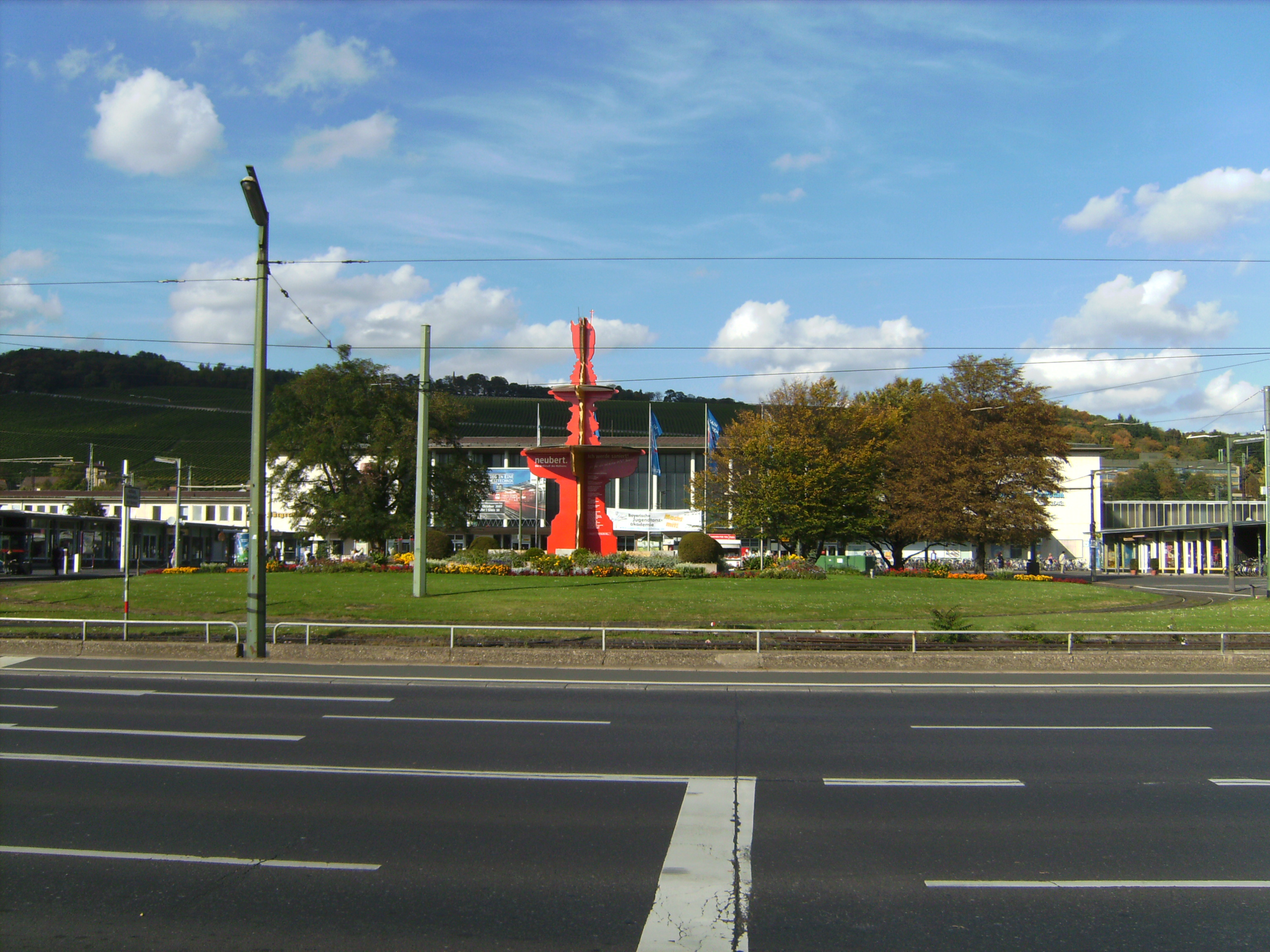
駅前広場の中央には、復元工事の開始時に設置されたキリアンの噴水の模造品がある。背後に駅舎がある

駅前広場は、駅舎からレントゲン通りおよびハウガー通りまでの間に広がっている。広場の東側と西側には様々な店を収容する建物が建っている。
駅前広場の真ん中には、当時バイエルン王国の摂政であったルイトポルト・フォン・バイエルンが1895年7月に除幕した、キリアンの噴水が台座の上に置かれており、これは旧駅から残存する唯一の名残である。このキリアンの噴水は、ヴュルツブルクの市民がルイトポルトに敬意を表してレジデンツの前に建てたフランコニアの噴水に対する返礼として、ルイトポルトからヴュルツブルク市民に贈られたものである。
噴水の池の中には、1895年から1943年まで、聖キリアンの銅像が立っていた。この像は溶解して兵器生産に使用するために、1943年に撤去された。1949年になり、ハンブルクの金属スクラップ市場からこの像を買い戻すことができ、1949年7月8日に本来の位置に戻された。イタリア産のカラーラ大理石 (Carrara-Marmor) で造られた噴水は、1970年代に最後の砂吹き（ショット・ブラスト）を行っており、それ以降材料が劣化し穴が開いてきていた。構造的にも劣化しているため、数年にわたって外部から支えを行わなければならなかった。
2007年4月になり、復元工事を行った。噴水は数日のうちに解体され、部品は近くのフランケンホールへと輸送された。そこで修復工事を受けて、駅前広場に再建された。可能な限り元の部材が再使用されたが、修復不能な損傷を受けている部分には旧来の部品を手本として新しい部品を作成して使用している。100年以上経った噴水の復元工事の費用は約100万ユーロとも見積もられ、これはヴュルツブルクの市政府とバイエルン州が負担した。キリアンの噴水の再開は2009年7月24日となった。フランクの使徒キリアンが噴水を飾り、市を祝福している。魚釣りとワイン作りがレリーフになって飾られている。
キリアンの噴水の周囲を路面電車の終端ループ線が回っており、ここに2つの電停がある。

### 交通の接続

#### 鉄道路線

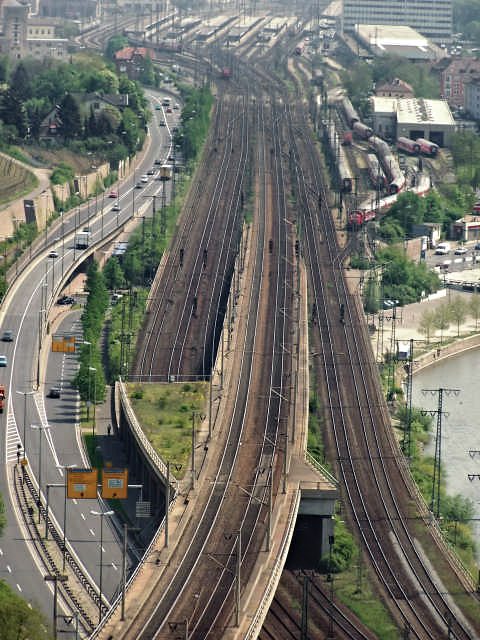
ヴュルツブルク中央駅西側の配線、中央の勾配のある線路が高速線

多くの重要な鉄道路線がヴュルツブルク中央駅を通過している。すべての路線が複線電化されており、特に交通量の多いヴュルツブルク-ロッテンドルフ間は三線になっている。フルダ方面からの高速鉄道線はおおむね250 km/h以上で走行可能となっている。ニュルンベルク方面へは部分的に200 km/hで走行可能となっている。これに対して主に地域輸送に用いられている路線では、列車の最高速度は120 - 160 km/hとなっている。以下にヴュルツブルクを通る時刻表上の路線を示す。
- 時刻表番号351: フルダ - カッセル - ハノーファー方面（ハノーファー-ヴュルツブルク高速線）
- 時刻表番号780: ハイルブロン - シュトゥットガルト方面（フランケン鉄道 (Frankenbahn)）
- 時刻表番号800: アシャッフェンブルク方面（マイン＝シュペッサルト線）
- 時刻表番号805: ニュルンベルク方面（ニュルンベルク-ヴュルツブルク線）
- 時刻表番号810: シュヴァインフルト - バンベルク方面（バンベルク-ヴュルツブルク線 (Bahnstrecke Bamberg–Würzburg)）
- 時刻表番号900: ニュルンベルク/アンスバッハ - インゴルシュタット/アウクスブルク - ミュンヘン方面
- 時刻表番号920: アンスバッハ - トロイヒトリンゲン方面（トロイヒトリンゲン-ヴュルツブルク線 (Bahnstrecke Treuchtlingen–Würzburg)）

#### 長距離および地域交通の接続
ヴュルツブルク中央駅を通る列車は以下のような系統を構成している（2009年現在）。
| 列車系統               | 列車系統                                                                                         | 経路 | 運転間隔                       |
| ---------------------- | ------------------------------------------------------------------------------------------------ | --- | ------------------------------ |
| ICE （25系統）         |                                                                                                  | ミュンヘン – ニュルンベルク – ヴュルツブルク – カッセル – ハノーファー – ハンブルク                                                                               | 60分間隔 （2つの経路を交互に） |
| ICE （25系統）         | ミュンヘン – アウクスブルク – ヴュルツブルク – カッセル – ハノーファー – ハンブルク – ブレーメン | | 60分間隔 （2つの経路を交互に） |
| ICE （31系統）         |                                                                                                  | ウィーン – リンツ – パッサウ – ニュルンベルク – ヴュルツブルク – フランクフルト・アム・マイン (- コブレンツ - ケルン - ヴッパータール - ハーゲン - ドルトムント） | 120分間隔                      |
| ICE （41系統）         |                                                                                                  | ミュンヘン - ニュルンベルク - ヴュルツブルク - フランクフルト・アム・マイン - ケルン - デュースブルク - オーバーハウゼン または エッセン - ドルトムント           | 60分間隔                       |
| レギオナルエクスプレス |                                                                                                  | フランケンエクスプレス ヴュルツブルク – ノイシュタット・アン・デア・アイシュ – フュルト - ニュルンベルク                                                          | 60分間隔                       |
| レギオナルエクスプレス |                                                                                                  | ヴュルツブルク – アシャッフェンブルク – ハーナウ - フランクフルト・アム・マイン                                                                                   | 60分間隔                       |
| レギオナルエクスプレス |                                                                                                  | ヴュルツブルク – オスターブルケン – ハイルブロン - シュトゥットガルト                                                                                             | 120分間隔                      |
| レギオナルエクスプレス |                                                                                                  | ヴュルツブルク – バンベルク – リヒテンフェルス – ホーフ / – バイロイト                                                                                            | 120分間隔                      |
| レギオナルエクスプレス |                                                                                                  | ヴュルツブルク – バンベルク – エアランゲン – フュルト – ニュルンベルク                                                                                            | 120分間隔                      |
| レギオナルエクスプレス |                                                                                                  | マインフランケン-テューリンゲンエクスプレス ヴュルツブルク – バート・キッシンゲン / – メルリッヒシュタット – ズール – アルンシュタット – エアフルト               | 120分間隔                      |
| レギオナルバーン       |                                                                                                  | （シュリュヒテルン -） ヨッサ – ゲミュンデン・アム・マイン – ヴュルツブルク – シュヴァインフルト （- バンベルク）                                                 | 120 - 60分間隔                 |
| レギオナルバーン       |                                                                                                  | （カールシュタット） - ヴュルツブルク – シュタイナハ – アンスバッハ – トロイヒトリンゲン                                                                          | 60分間隔                       |
| レギオナルバーン       |                                                                                                  | ヴュルツブルク – キッツィンゲン | 60分間隔 （ピーク時間帯のみ）  |
| レギオナルバーン       |                                                                                                  | ヴュルツブルク – バート・メルゲントハイム – ヴァイカースハイム – クライルスハイム                                                                                 | 120分間隔                      |

長距離路線
便利な位置に所在しているため、ドイツ全土および近隣諸国からの長距離列車が常にヴュルツブルク中央駅を通過してきた。1965年にはヨーロッパ国際特急TEEのうちドイツ国内系統の2往復がヴュルツブルク中央駅に停車するようになった。1970年にはこのうち一往復がオーストリアのクラーゲンフルトへ延長され、1971年にはさらにウィーン行の一往復が加わったほか、ベルギーやオランダとの間のTEEも停車した。ヴュルツブルク中央駅に停車したTEEは以下の通り（括弧内はTEEとして停車した期間）。
- 「ラインプファイル」: ドルトムント - フランクフルト・アム・マイン - ヴュルツブルク - ニュルンベルク - ミュンヘン（1965年 - 1971年）
- 「ブラウアー・エンツィアン」: ハンブルク - ヴュルツブルク - ミュンヘン - クラーゲンフルト（1965年 - 1979年。クラーゲンフルトへは1970年以降延長）
- 「プリンツ・オイゲン」: ブレーメン - ヴュルツブルク - ニュルンベルク - ウィーン（1971年 - 1978年。1976年に経路変更）
- 「サフィール」: ニュルンベルク → ヴュルツブルク → ブリュッセル（1971年 - 1978年、片道のみ）
- 「エラスムス」: デン・ハーグ - ヴュルツブルク - ミュンヘン（1973年 - 1976年）
- 「ヴァン・ベートーヴェン」: アムステルダム → ヴュルツブルク → ニュルンベルク（1976年 - 1978年、片道のみ）

1971年にドイツ連邦鉄道が4系統のインターシティの運行を始めると、ヴュルツブルク中央駅は2号線（ハノーファー - ケルン - フランクフルト - ヴュルツブルク - ミュンヘン）と4号線（ブレーメン - ハノーファー - ゲッティンゲン - ヴュルツブルク - ミュンヘン）の相互接続駅となった。

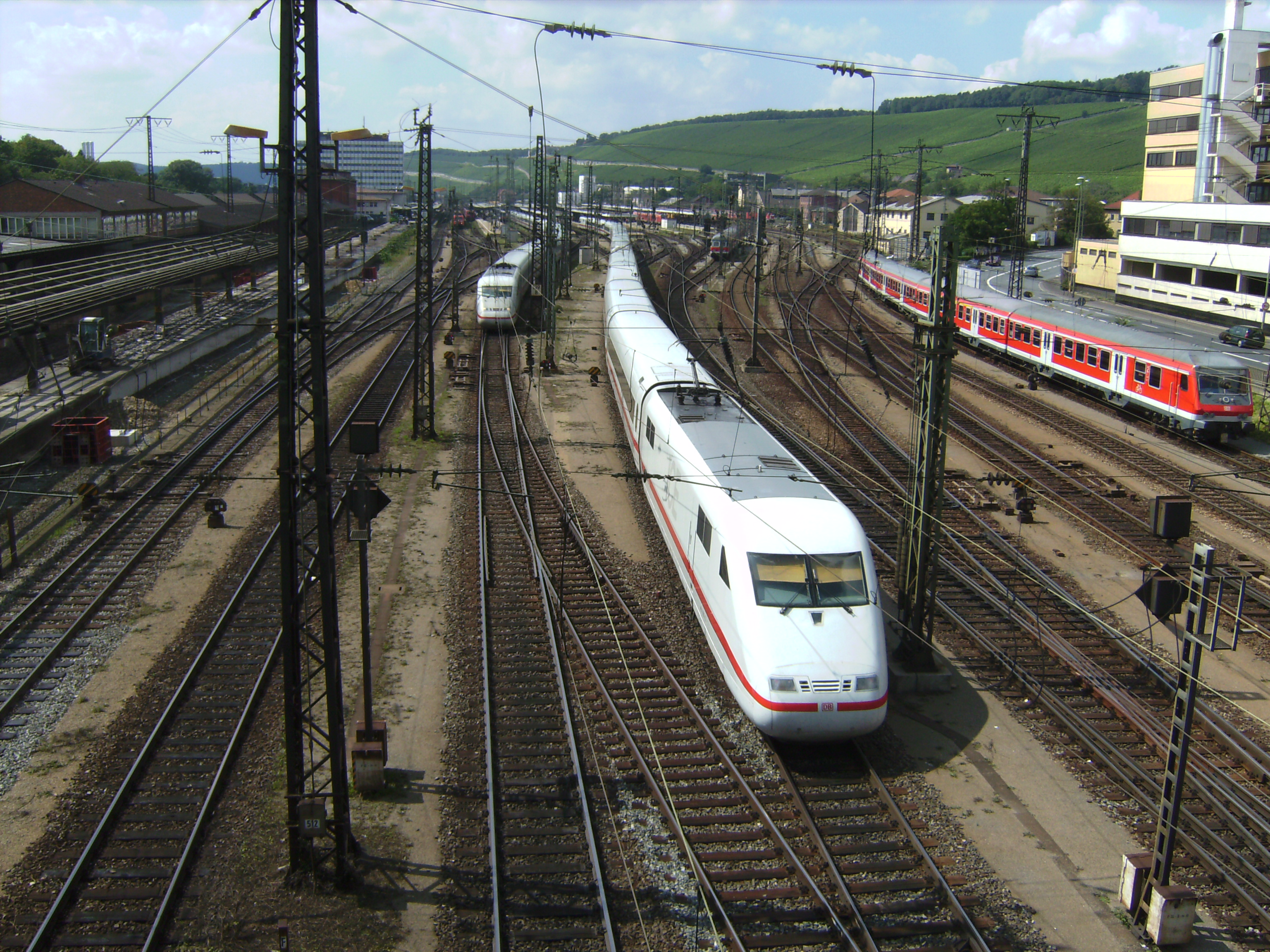
ヴュルツブルク中央駅の東側を行き交うICE

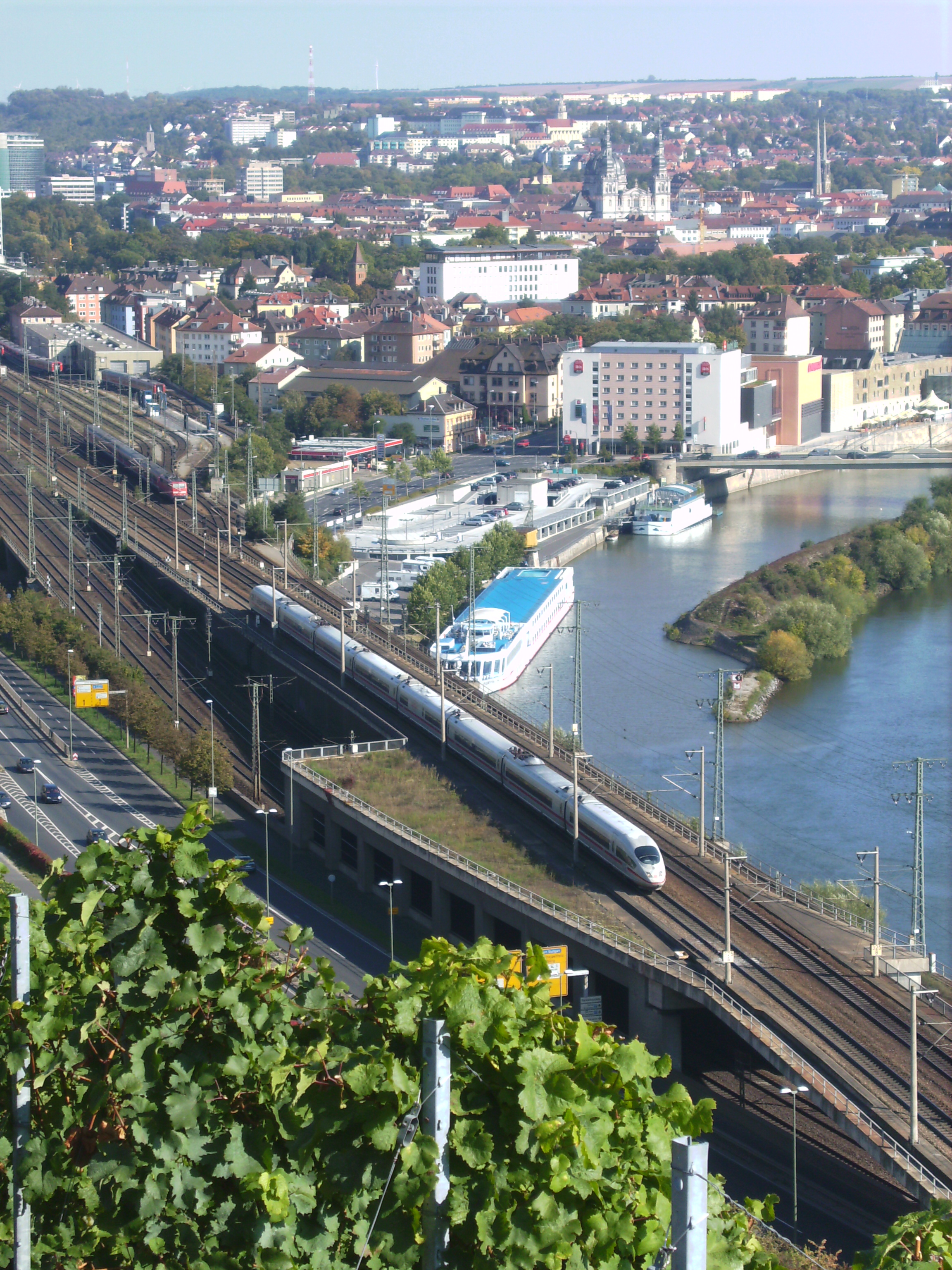
ハノーファー-ヴュルツブルク高速線へ通じるヴュルツブルク中央駅西側の立体交差を走行するICE3

1988年5月27日に、ハノーファー-ヴュルツブルク高速線で最初の主要な開業区間としてフルダ-ヴュルツブルク間が完成して営業を開始した。12時58分に公式にInterCityExperimentalが到着し、ヴュルツブルク中央駅への路線が厳粛に開業した。5月28日と29日には、新路線の開業が主要駅での式典で祝われ、多くのシャトル列車がフルダまで運転された。新路線を通常運行する列車としては、IC686列車「ヘレンキームゼー」が5月29日9時17分にヴュルツブルク中央駅を出発した。新路線を通常運行する最初の到着列車はIC581列車「ヴァイト・シュトス」で、10時42分着であった。
1991年の夏ダイヤから、ICEがドイツ連邦鉄道の新しい最高の列車種別として運行を開始した。この列車はハンブルク - ミュンヘン間を、ハノーファー、フランクフルト・アム・マイン、マンハイム、シュトゥットガルト経由で運転し、ヴュルツブルクは通らなかった。追加のICEの編成が納入されたことにより、1992年3月31日からハンブルクとミュンヘンの間を結ぶもう1つの系統が、従来の系統より東側を通ってフルダから南へ、バイエルン州北部のヴュルツブルクやニュルンベルクを通って運行するようになった。新型のICE2を1997年から受領したことにより、2時間に1本の分割併合編成の列車がブレーメンへと結ぶようになった。ヴュルツブルクを通過する南北方向の長距離列車は1992年には既にほとんどすべてがICEに移行していたが、東西方向の列車は長い間インターシティのままであった。ケルン-ライン＝マイン高速線が2002年に開業した後、ルール地方からニュルンベルクやミュンヘンへの2時間に1本のICEの運行に置き換えられ、現在の接続形態となった。これ以降、最高300 km/hのICE3が使用されている。ニュルンベルク-インゴルシュタット-ミュンヘン高速線が2006年12月からドイツ全国を結ぶ長距離列車網に完全に統合されてから、ヴュルツブルクにおけるICEの頻度が1時間に1本に向上され、また2本併結で運転される列車が拡大した。2007年12月のダイヤ改正により、ドルトムントとウィーンを結ぶインターシティ/ユーロシティが振り子式のICE車両 (ICE-T) に置き換えられ、これによりドイツ鉄道が保有する5種類のICE車両のうち4種類をヴュルツブルクで見ることができるようになった。

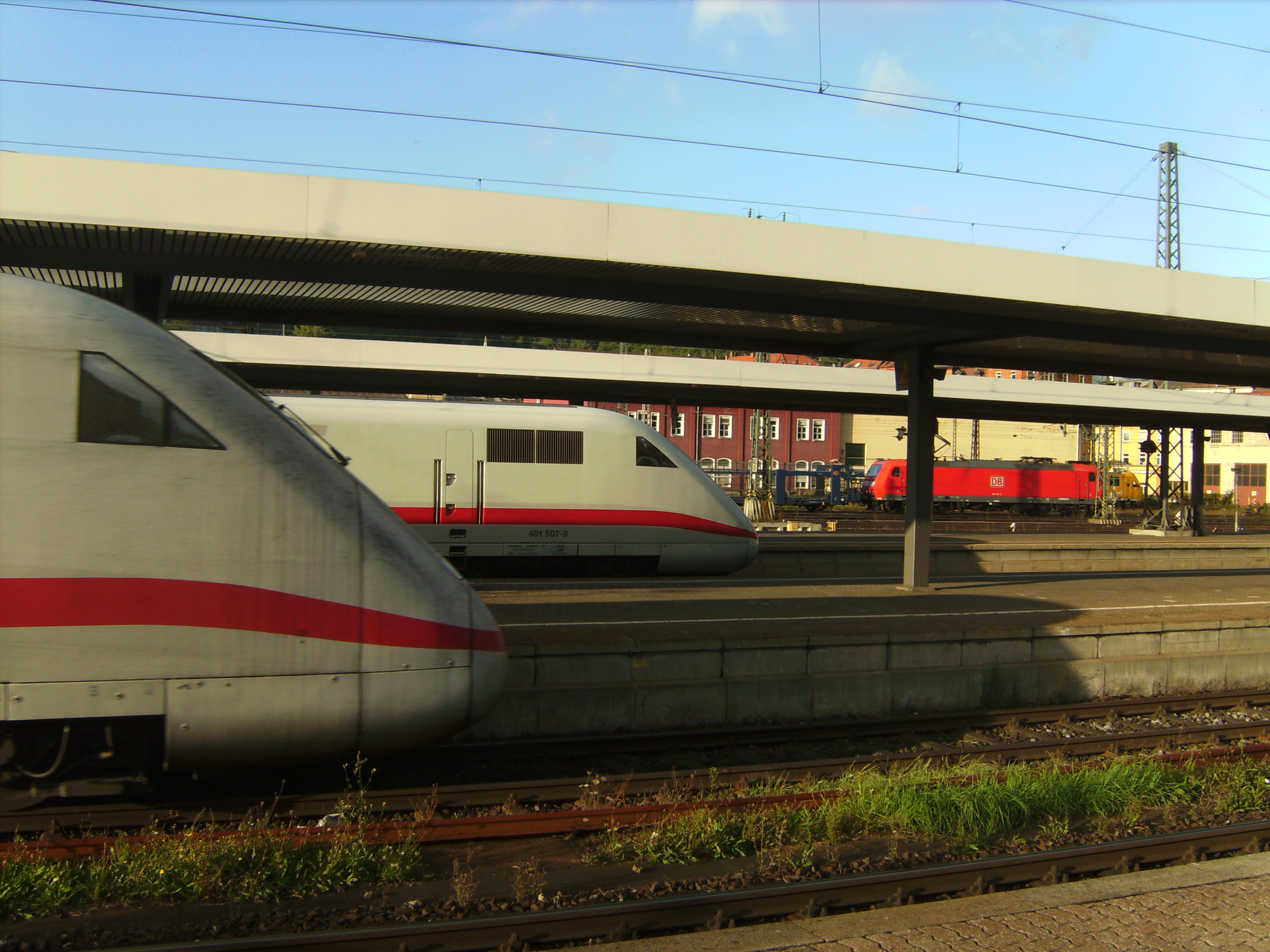
25系統のICEの2本の列車がヴュルツブルク中央駅で交換する

2006年12月からすべての列車が毎時30分付近に発着するようになり、長距離列車と地域列車が周期的に接続関係を構成するようになった。2007年ダイヤから、ICEの41系統が1時間おきに増発され、この系統の列車は毎正時にヴュルツブルク中央駅を発着するようになった。パターンダイヤによる列車同士の接続が毎時30分だけでなく毎正時にも実施されるようになり、シュヴァインフルトやゲミュンデン・アム・マイン方面へのレギオナルバーンの時刻がずらされて相互接続するようになったが、一方でICEの25系統と41系統の間の接続はなくなった。他のすべてのICEおよびインターシティの列車は毎時30分前後の発着のままで維持され、すべてのレギオナルエクスプレスと、トロイヒトリンゲンおよびクライルスハイムへのレギオナルバーンと接続している。ニュルンベルク方面へはこのため30分に1本の長距離列車があるが一部欠落があり、これはICEの25系統の一部の列車がニュルンベルクではなくアウクスブルクを経由するからである。ミュンヘンへのICE25系統と、ウィーンへのICE31系統は、ヴュルツブルク中央駅をおよそ5分の間隔でほぼ同時に出発していく。
パターンダイヤによる列車に加えて、他のインターシティあるいはユーロシティの列車も存在しているが、平日毎日運行されるわけではないとか、1日に1往復だけであるといった運行になっている。こうした例としてはベルヒテスガーデン、ガルミッシュ＝パルテンキルヒェン、オーベルストドルフ、ロストック、ハノーファーといった行き先がある。また夜行列車のユーロナイトでは、コペンハーゲン、ウィーン、デュッセルドルフ、ミュンヘン、また一般の夜行列車ではベルリン、シュトラールズント、ビンツといった行き先がある。
地域列車

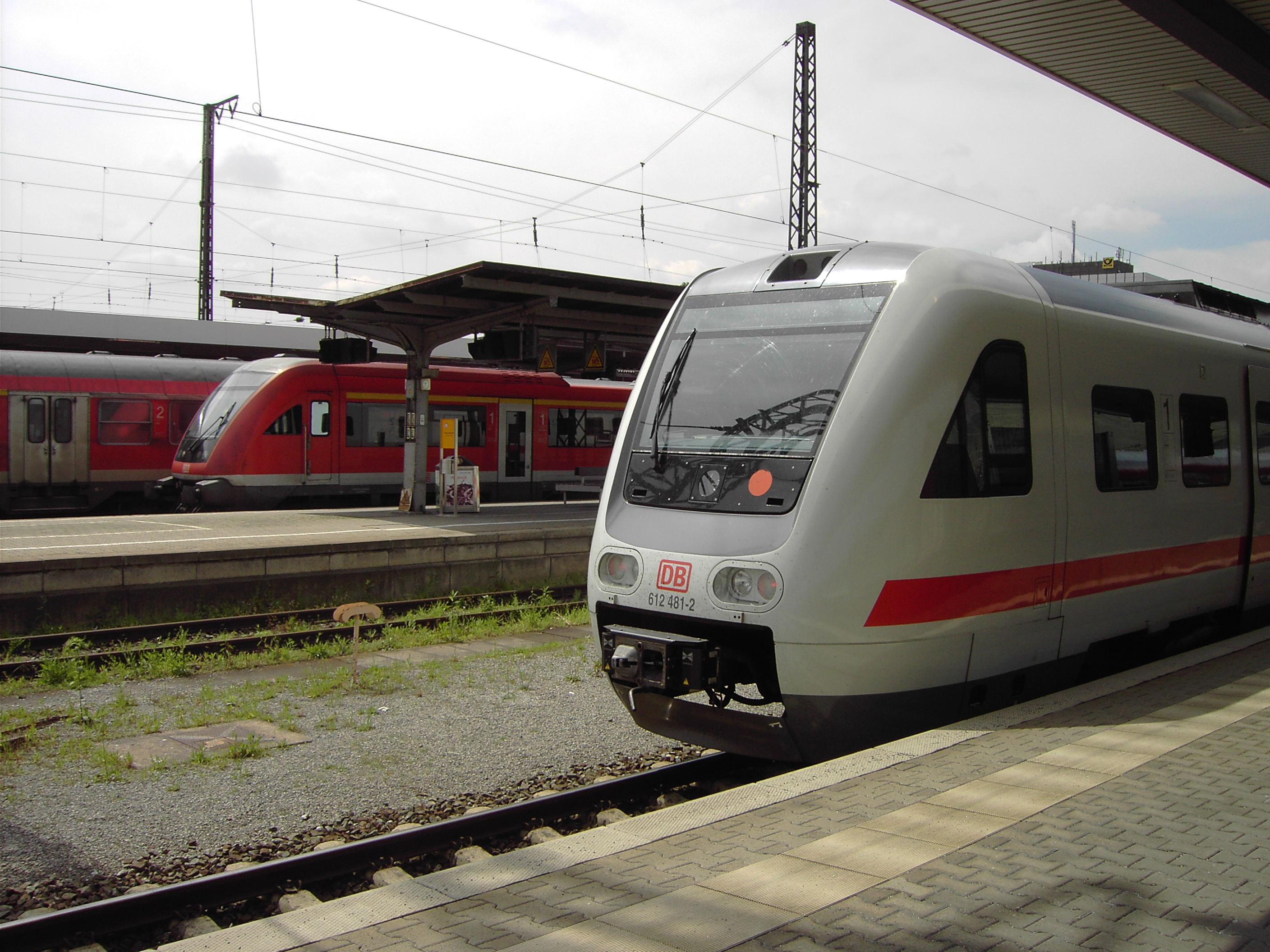
"Modus-Garnitur"（左側奥）と612型気動車（右側手前）

ヴュルツブルク周辺の路線網では、DBレギオの地域部門であるDBレギオ・ウンターフランケン (DB Regio Unterfranken) と、ドイツ鉄道の独立子会社である西フランケン鉄道が、高頻度の鉄道輸送を提供している。6本のレギオナルエクスプレスの系統がヴュルツブルクと近隣の大都市、ニュルンベルク、シュトゥットガルト、フランクフルト・アム・マイン、エアフルトと直接結んでおり、また4本のレギオナルバーンの系統が行政管区内の都市の緊密な連絡を確保している。ドイツ鉄道は、かつてのジルバーリンク車両 (Silverring) から置き換えて、機関車牽引の列車を通勤輸送に使用している。牽引する機関車は、111型 (DB-Baureihe 111)、112型、143型 (DR-Baureihe 243) で、2006年半ばからは146.2型も使用されている。バンベルク経由のニュルンベルク方面への列車は、2階建て車両を146.2型が牽引している。
マインフランケン-テューリンゲンエクスプレス以外のすべてのレギオナルエクスプレスと、トロイヒトリンゲンおよびクライルスハイムへのレギオナルバーンは、ヴュルツブルク中央駅に毎時30分の数分前に到着し、毎時30分の数分後に出発する。これにより、長距離列車の2つの系統と周期的な接続関係を構成している。ゲミュンデン・アム・マイン方面のレギオナルバーンは、ICEの41系統フランクフルト方面と接続しており、毎正時の数分前に出発する。シュヴァインフルト方面への列車はICEの41系統ミュンヘン方面と接続しており、毎正時の数分後に出発する。キッツィンゲンから/へのレギオナルバーンは、ICE41系統と需要方向に応じて接続する。朝にはレギオナルバーンからICEへ、夕方にはICEからレギオナルバーンへ、フランクフルトとの交通需要に合わせた接続となっている。
2006年6月8日、バイエルン鉄道 (Bayerische Eisenbahngesellschaft) は、全ヨーロッパに対してヴュルツブルク周辺の電化された路線網での地域交通の運行の宣伝を行った。これには、フランケン鉄道のシュトゥットガルトへの路線以外の、シュリュヒテルン、バンベルク、ニュルンベルク、トロイヒトリンゲンへと延びるヴュルツブルクからのすべての路線を含んでいた。ニュルンベルクへの路線を運行する列車はレギオナルエクスプレスとして、それ以外の路線はレギオナルバーンとして運行すべきとした。夕方に存在していたパターンダイヤの隙間を埋め、ラッシュ時に追加の列車を運行する、列車キロにして年間570万kmにおよぶ提案されていた増発に対する、運行の請負競争の一環であった。2007年2月9日に、追加運行の権利は現在の運営者DBレギオに認められ、これにより現在のウンターフランケンにおける市場独占の地位を防衛した。運行は2009年12月から2010年12月までの間に段階的に始まり、2021年12月で契約終了となる。

#### 路面電車およびバスとの接続
ヴュルツブルク中央駅は、その鉄道交通の中心としての機能に加えて、地域の路面電車およびバス交通への乗換の中心駅でもある。駅前広場にヴュルツブルク市電の中央駅西電停および中央駅東電停が存在している。市内方面が西で、グロムビュール (Grombühl) 方面が東というこの出発プラットホームの分割は、1996年に実施されたもので、新しい中央駅電停が建設されるまでの暫定的なものとされていたが、現在に至るまでこの計画は実現していない。駅前広場のすぐ西にはバスステーションがあり、市内および地域の路線バスの大半がここを発着している。

## 将来的な発展

### 駅とその環境の近代化

#### 2004年からのアルカデン計画との関連
2004年にヴュルツブルクの市政府は、駅の西に広がる郵便施設のエリアに、Essener Management für Immobilien AG（mfi社）の手で2万平方メートルのショッピングセンターとイベント施設を建設する計画を発表した。この「ヴュルツブルク・アルカデン」と名づけられた計画では、現在のバス駅を立体駐車場のある位置に移転して、バス駅の位置で建設することになっていた。野心的な計画ではこれを2006年末までに実現することになっていたが、市民団体がリングパーク（市街を囲み駅の前を通る環状の公園）に大きく干渉してしまうと警告し、住民投票の実施を求めた。しかしこれが実現する前に、2004年12月にイベントホールを運営する業者との相違によって計画は中止になった。

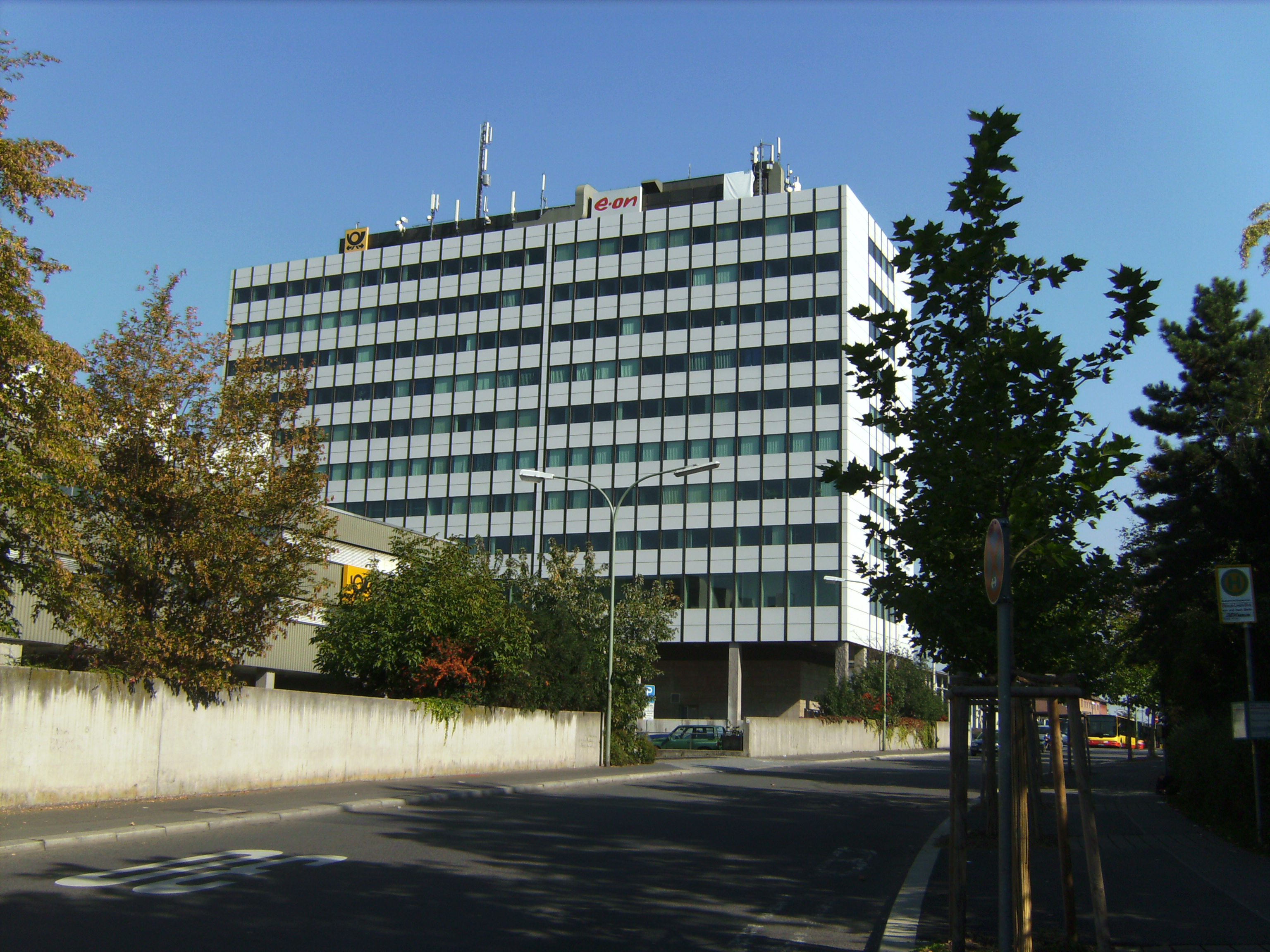
郵便局ビル、アルカデン計画の提案されていた場所の隣

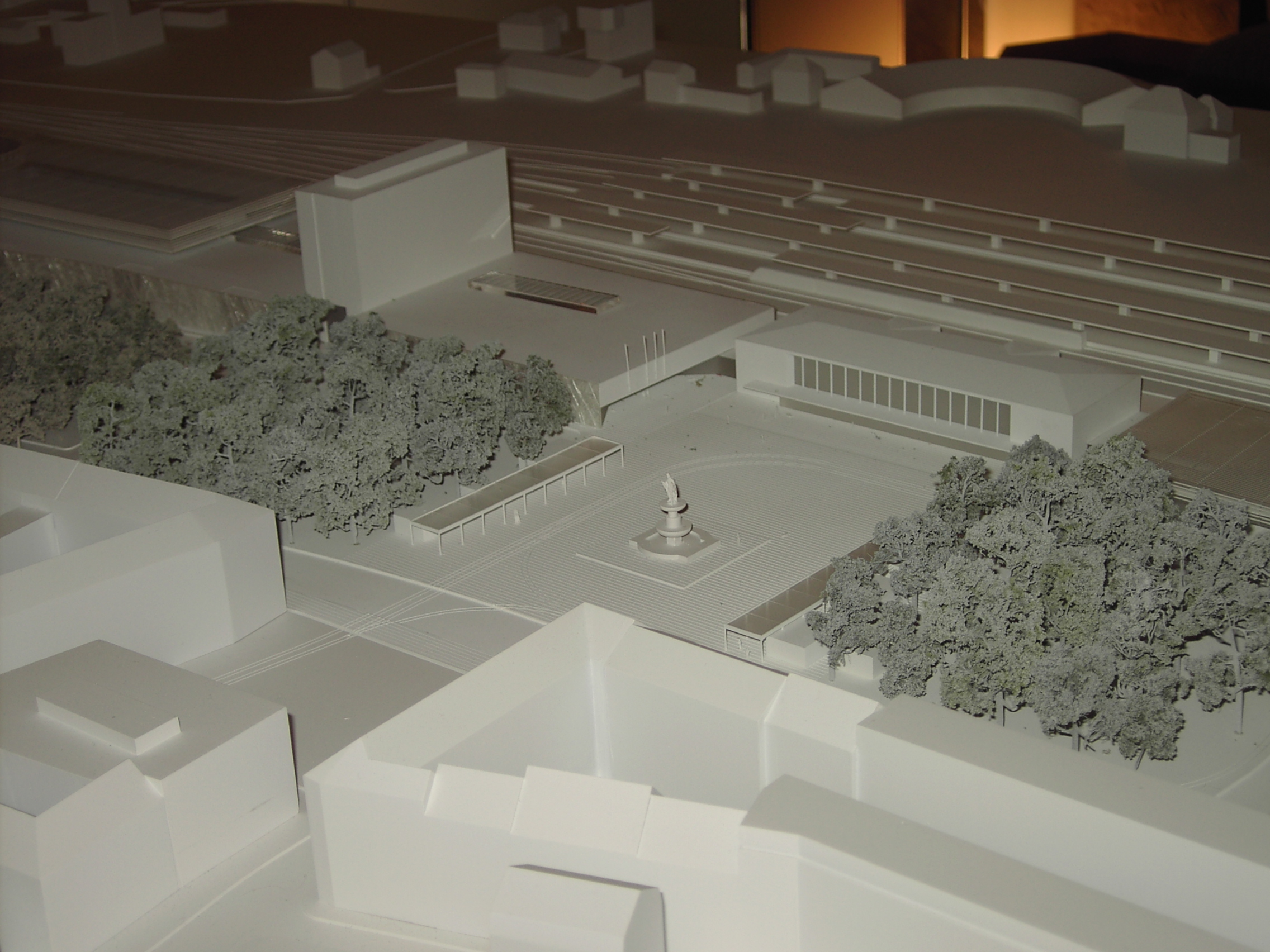
駅周辺再開発計画の建築コンペの優勝作の模型

計画が初期段階で失敗した後、mfi社は2005年7月に改定した計画を提案した。バス駅を開発する当初の計画とは異なり、中央駅の西ウィングの上へと建設して、駅舎との連絡通路も建設する計画になっていた。西ウィングの売り上げから得られる収入から、ドイツ鉄道が提案されている駅の近代化計画に投資する。mfi社は、バス駅を広場の東側に移して、現在の位置に植樹する駅前広場の再構成への融資も保証するとした。道路および路面電車に関する大規模な変更も計画されていた。レントゲン通りおよびハウガー通りは1ブロックにわたって5車線に拡張され、グロムビュール方面への路面電車はハウガー通りからハウガーグラシス通りへ移転されることになっていた。
2005年12月14日、市議会は大多数の賛成でアルカデン計画の推進を決め、2億5000万ユーロのプロジェクトが始まることになった。2006年半ばに駅周辺の再構成に関する最終的な建築コンペが始まり、シュトゥットガルトのAuer+Weber+Assoziierte事務所とハンブルクの造園業者WES & Partnerが選ばれた。
市民運動「危機にあるリングパーク」(Ringpark-in-Gefahr) は、住民投票を要求して2006年12月3日に実施された。市民団体は、計画されているバス駅付近の緑化にもかかわらずリングパークへのさらなる影響があるとし、さらに将来的な交通渋滞とショッピングセンター開業後の都心部の荒廃を警告した。ヴュルツブルク市民の40%以上が参加した住民投票で、このmfi社、鉄道、市当局が推進する公共プロジェクトは51%対49%で否決された。決定は985票の差であった。多くの市民が投票後、見づらく理解しにくい投票用紙を批判した。総投票の12%以上が無効票であった。

#### 2007年、アルカデン計画失敗後の開発

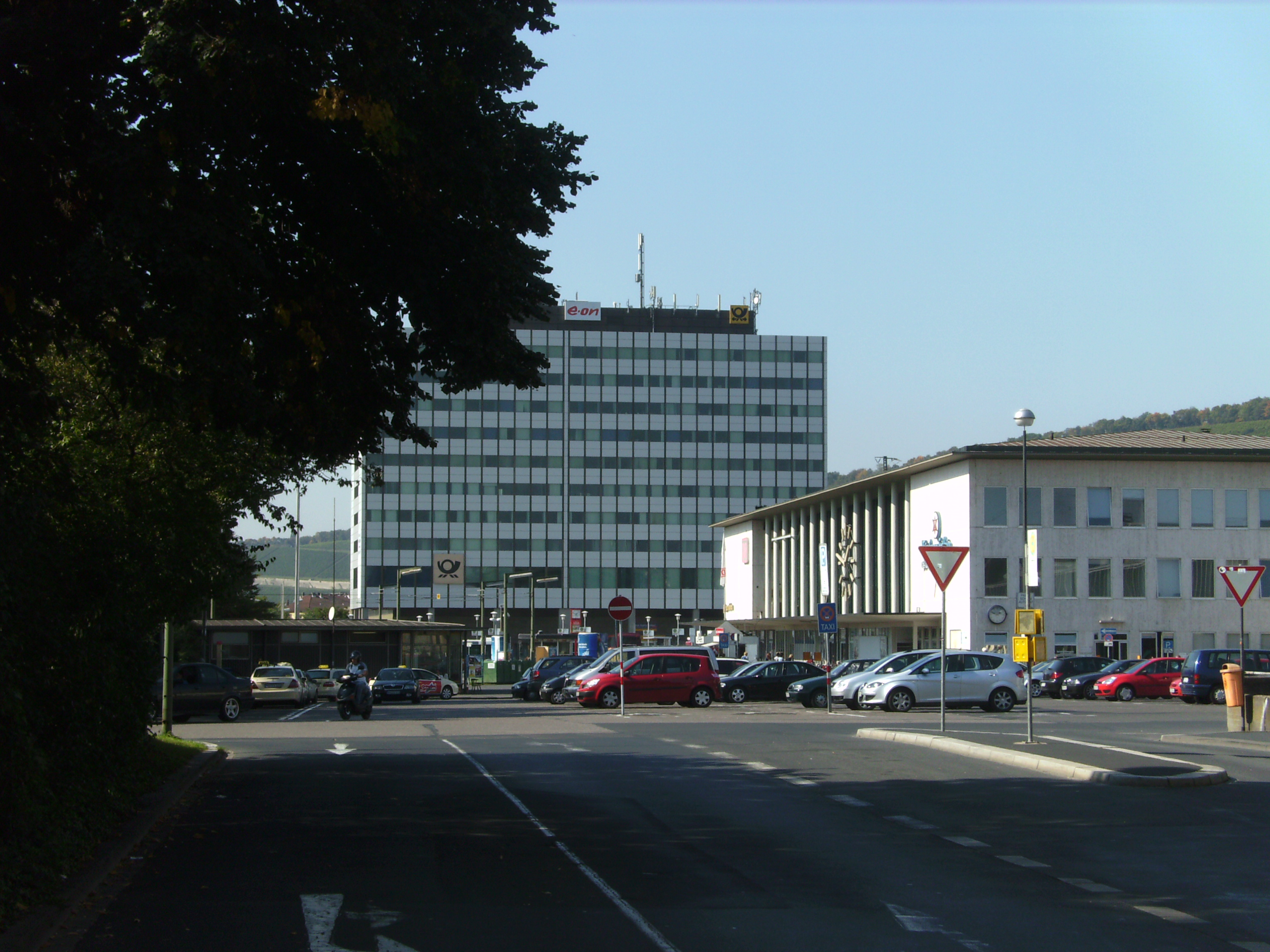
駅舎の東側にある一時的な駐車場、この地域にこれから新しいバス駅と、グロムビュール方面への路面電車の線路が建設される

住民投票の終了後、住民投票前に駅の改良とアルカデン計画を結びつけたことを厳しく批判していた連邦議会議員のヴァルター・コルボウ (Walter Kolbow) および州議会議員のライナー・ボウッター (Rainer Boutter) （共にドイツ社会民主党）は、改良を段階的に行うことを提案した。そのイニシアチブにより、2007年3月12日に当時のヴュルツブルク市長ピア・ベックマン (Pia Beckmann) およびDBステーション&サービスの会長ヴォルフ＝ディエター・ジーベルト (Wolf-Dieter Siebert) の間で4時間におよぶ会議が行われた。連邦と州の80%までの補助金でプラットホームとそこへの通路の改良を行うことは既に大部分保障されていたが、会議では800万ユーロをかけて駅舎の改良を2011年から2012年にかけて実施することになった。ドイツ鉄道は300万ユーロを、ヴュルツブルク市は500万ユーロを負担することになった。市の負担分をできるだけ抑えるために、ピア・ベックマン市長は、2階部分の改築をしないという「簡略化」した計画を会議に提案した。当初はドイツ鉄道側は否定的であったが、最終的にこの提案を受け入れ、市側の負担500万ユーロも免除された。
さらに市は、駅周辺の大規模改良を計画している。この計画では、駅前広場を統一した設計にし、新しいより魅力的な売店建屋を建設することになっている。また、リングパークを現在のバス駅の位置まで広げて、バス駅を駅東側に移すことになっている。この予定地は現在ドイツ鉄道子会社の土地になっているが、駅舎改築への市の協力の見返りとして譲渡されることになっている。またヴュルツブルク市電の観点からは、駅舎の前に中央電停を建設して路面電車交通の再編を行うことになっている。これらの計画は鉄道駅の改良後に取り組まれる予定である。
2010年3月のドイツ鉄道発表によれば、駅は2018年の地方庭園博覧会 (Landesgartenschau) までに改良される予定である。

### マインフランケン鉄道の実現

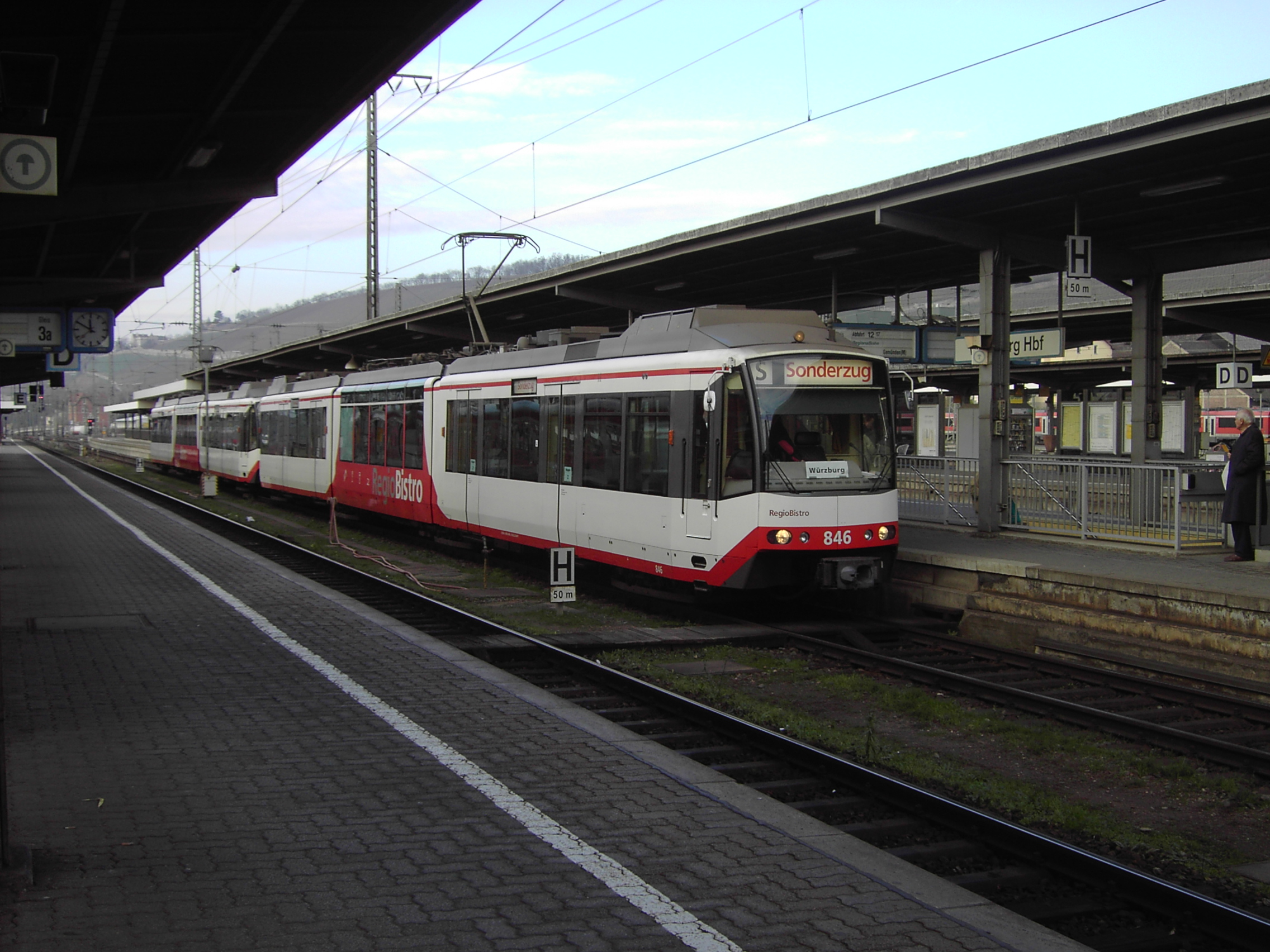
カールスルーエ市街電車の臨時のヴュルツブルク中央駅への乗り入れ

ヴュルツブルク路面電車利益共同体 (Interessengemeinschaft Würzburger Straßenbahn, IWS) およびドイツ交通クラブ (Verkehrsclub Deutschland, VCD) は、いわゆるヴュルツブルクトラムトレインと、「フランケン鉄道」の名で周辺へ路線網を拡大する計画の実現へ動いている。この路面電車と鉄道をつなぐ方式は、1992年にカールスルーエで初めて実現された。それ以来、この方式は着実に成長して現在までに約400 kmに達している。他の都市、特にドイツやフランスでもこうした計画がある。ヴュルツブルクではまだ確固たる計画はないが、将来の建設計画に備えて、既に中央駅の近くのハーフェン通りまたはグロムビュール橋のところに接続経路が確保されている。

## その他

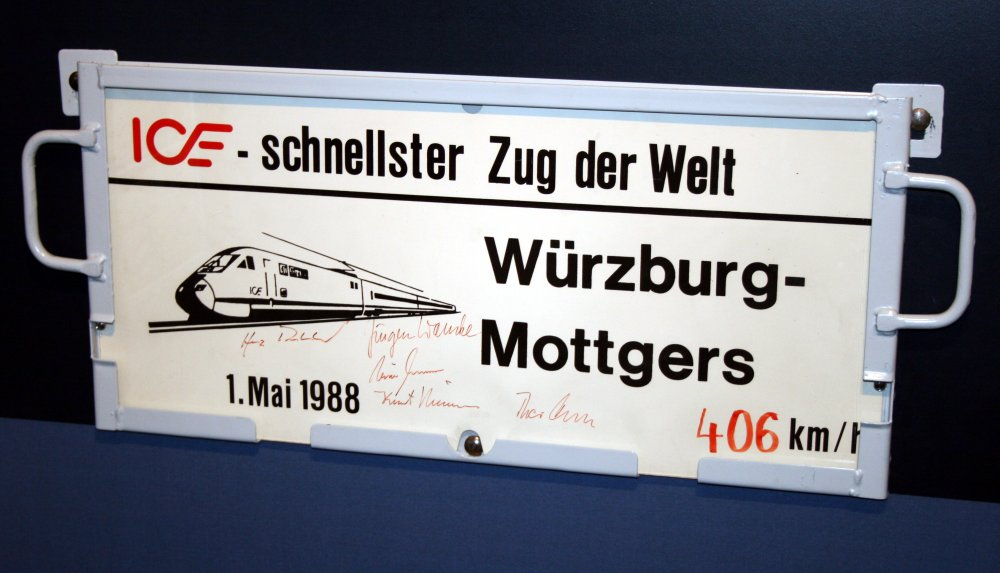
速度試験で使われた行き先表示

1988年5月1日、ICEの試作車InterCityExperimentalによる世界最高速度記録を達成した走行実験がヴュルツブルク中央駅から出発した。この列車は、ヴュルツブルクからモットゲルス (Mottgers) までの特別に設計された区間で406.9 km/hに達し、車輪とレールで走る鉄道車両における世界記録を達成した。
ヴュルツブルク中央駅は2005年に、ビルト・アム・ゾンターク紙 (Bild am Sonntag) による23のドイツの鉄道駅の比較で、「もっとも醜悪な駅」に選ばれた。特に批判された点は、よく整備されていないトイレ、プラットホームへの暗く狭い地下道、老人対応の設備に欠けるところなどである。